# The Right and the Good
The Right and the Good (português: O correto e o bom) é um livro de 1930 do filósofo escocês William David Ross. Nele, Ross desenvolve um pluralismo deontológico baseado em deveres prima facie. Ross defende uma posição realista sobre a moralidade e uma posição intuicionista sobre o conhecimento moral. The Right and the Good foi elogiado como uma das obras mais importantes da teoria ética do século XX.

## Resumo
Como o título sugere, The Right and the Good tem a ver com correção, bondade e sua relação um com o outro.:x A correção é uma propriedade dos atos, enquanto a bondade diz respeito a vários tipos de coisas. Segundo Ross, há certas características que ambas têm em comum: são propriedades reais, são indefiníveis, pluralistas e conhecíveis pela intuição. Central para a correção são os deveres prima facie (prima facie duties), por exemplo, o dever de cumprir as promessas ou de evitar prejudicar os outros. De especial interesse para compreender a bondade é o valor intrínseco: o que é bom em si mesmo. Ross atribui valor intrínseco ao prazer, ao conhecimento, à virtude e à justiça. É fácil confundir correção e bondade no caso de bondade moral. Um ato é correto se conforme com o dever absoluto do agente.:28 Fazer o ato pelo motivo apropriado não é importante para a correção, mas é central para a bondade moral ou virtude. Ross usa estas considerações para apontar as falhas em outras teorias éticas, por exemplo, no utilitarismo ideal de G. E. Moore ou na deontologia de Immanuel Kant.

### Realismo e indefinibilidade
Ross defende uma posição realista sobre a moralidade: a ordem moral expressa em deveres prima facie é tão real quanto "a estrutura espacial ou numérica expressa nos axiomas da geometria ou aritmética".:29–30 Além disso, os termos "correto" e "bom" são indefiníveis. Isto significa que várias teorias naturalistas que tentam definir "bom" em termos de desejo ou "correto" em termos de produzir o maior prazer falham.:11-2 Mas isto estende-se até mesmo às teorias que caracterizam um destes termos através do outro. Ross usa esta linha de pensamento para se opor ao utilitarismo ideal de Moore, que define "correto" em termos de "bom", sustentando que uma ação é correta se produzir o melhor resultado possível.

### A correção
Ross, como Immanuel Kant, é um deontologista: sustenta que a correção depende do cumprimento dos deveres, não das consequências. Mas contra o monismo de Kant, que baseia a ética em um único princípio fundamental, o imperativo categórico, Ross afirma que há uma pluralidade de deveres prima facie que determinam o que é certo.:xii Alguns deveres têm origem em nossas próprias ações anteriores, como o dever de fidelidade (cumprir as promessas e dizer a verdade) e o dever de reparação (fazer as pazes por atos ilícitos). O dever de gratidão (devolver as gentilezas recebidas) surge das ações de outros. Outros deveres incluem o dever de não prejudicar (não ferir os outros), o dever de beneficência (promover o máximo do bem agregado), o dever de auto-aperfeiçoamento (melhorar a própria condição) e o dever de justiça (distribuir benefícios e encargos equitativamente).:21-5
Um problema que o pluralista deontológico tem que enfrentar é que podem surgir casos em que as exigências de um dever violam outro dever, os chamados dilemas morais. Por exemplo, há casos em que é necessário quebrar uma promessa para aliviar o sofrimento de alguém.:28 Ross usa a distinção entre os deveres prima facie e o dever absoluto para resolver este problema.:28 Os deveres listados acima são deveres prima facie; são princípios gerais cuja validade é auto-evidente para pessoas moralmente maduras. São fatores que não levam em conta todas as considerações. O dever absoluto, por outro lado, é particular a uma situação específica: leva tudo em conta e tem que ser julgado caso a caso. Várias considerações estão envolvidas em tais julgamentos, por exemplo, sobre quais deveres prima facie seriam mantidos ou violados e quão importante eles são no caso em questão. Ross usa a comparação com a física, onde várias forças, por exemplo, devido à gravitação ou eletromagnetismo, afetam o movimento dos corpos, mas o movimento geral é determinado não por um único componente de força, mas pela força total resultante.:28-9 É o dever absoluto que determina quais atos são corretos ou incorretos. Desta maneira, os dilemas colocados pelos deveres prima facie podem ser resolvidos.:21-2

### O bom
O termo "bom" é usado em vários sentidos em linguagem natural. Ross salienta que é importante para a filosofia distinguir entre o sentido atributivo e o sentido predicativo.:65 No sentido atributivo, "bom" significa habilidoso ou útil, como em "um bom cantor" ou "uma boa faca". Este sentido de bom é relativo a um certo tipo: ser bom como algo. Por exemplo, uma pessoa pode ser boa como cantora, mas não boa como cozinheira.:65-7 O sentido predicativo de bom, por outro lado, como em "prazer é bom" ou "conhecimento é bom", não é relativo neste sentido. De principal interesse para a filosofia é um certo tipo de bondade predicativa: a chamada bondade intrínseca. Uma coisa intrinsecamente boa é boa em si mesma: seria boa mesmo que existisse por si só, não é apenas boa como meio por causa de suas consequências.:67-8
Segundo Ross, a intuição auto-evidente mostra que há quatro tipos de coisas que são intrinsecamente boas: prazer, conhecimento, virtude e justiça. "Virtude" refere-se a ações ou disposições para agir por motivos apropriados, por exemplo, pelo desejo de cumplir o proprio dever. "Justiça", por outro lado, trata-se de felicidade em proporção ao mérito. Assim, prazer, conhecimento e virtude dizem respeito a estados mentais, em contraste com a justiça, que se refere a uma relação entre dois estados mentais. Estes valores vêm em graus e são comparáveis entre si. Ross afirma que a virtude tem o valor mais alto, enquanto o prazer tem o valor mais baixo. Ele chega ao ponto de sugerir que "nenhuma quantidade de prazer é igual a qualquer quantidade de virtude, que, na verdade, a virtude pertence a uma ordem superior de valor".:150 Valores também podem ser comparados dentro de cada categoria, por exemplo, o conhecimento bem fundamentado de princípios gerais é mais valioso do que o conhecimento fracamente fundamentado de assuntos isolados.:146-7

### Intuicionismo
Segundo o intuicionismo de Ross, podemos conhecer verdades morais através da intuição, por exemplo, que é errado mentir ou que o conhecimento é intrinsecamente bom. As intuições envolvem uma apreensão direta que não é mediada por inferências ou deduções: são auto-evidentes e, portanto, não precisam de nenhuma prova adicional. Esta capacidade não é inata, mas tem que ser desenvolvida no caminho para atingir a maturidade mental.:29 Mas em sua forma totalmente desenvolvida, podemos conhecer verdades morais tão bem quanto podemos conhecer verdades matemáticas, como os axiomas da geometria ou da aritmética.:30  Este conhecimento auto-evidente é limitado a princípios gerais: podemos conhecer os deveres prima facie desta maneira, mas não o nosso dever absoluto em uma situação particular: o que devemos fazer, considerando tudo.:19-20,30 Tudo o que podemos fazer é consultar a percepção para determinar qual dever prima facie tem o maior peso normativo neste caso particular, mesmo que isso geralmente não corresponda a conhecimento adequado devido à complexidade envolvida na maioria dos casos específicos.

### Objeções a outras teorias
Vários argumentos em The Right and the Good são dirigidos contra o utilitarismo em geral e a versão de Moore em particular. Ross reconhece que há um dever de promover o máximo do bem agregado, como exige o utilitarismo. Mas afirma que este é apenas um dos deveres, além de vários outros, que são ignorados pela perspectiva excessivamente simplista e redutora do utilitarismo.:19  Outra falha do utilitarismo é que ignora o carácter pessoal dos deveres, por exemplo, em relação à fidelidade e gratidão.:22 Ross argumenta que seu pluralismo deontológico é melhor para captar a moralidade do senso comum, pois evita estes problemas.
Ross se opõe ao ponto de vista de Kant de que a correção das ações depende de seu motivo. Tal visão leva a um relato circular ou mesmo contraditório do dever, já que "as pessoas que sustentam que nosso dever é agir por um motivo determinado geralmente ... sustentam que o motivo pelo qual devemos agir é o sentido do dever".:5 Assim, "é meu dever de realizar o ato A, a partir do sentido de que é meu dever de realizar o ato A".:5 Para evitar este problema, Ross sugere que a bondade moral deve ser distinguida da correção moral ou da obrigação moral.:5 O valor moral de uma ação depende do motivo, mas o motivo não é relevante para se o ato está correto ou incorreto.

## Críticas
O intuicionismo de Ross baseia-se em nossas intuições sobre o que é certo e o que tem valor intrínseco como fonte de conhecimento moral. Mas é questionável quão confiáveis são as intuições morais. Uma preocupação é devido ao fato de que há muita discordância sobre os princípios morais fundamentais. Outra dúvida vem de uma perspectiva evolucionária que sustenta que nossas intuições morais são moldadas principalmente pelas pressões evolucionárias e menos pela estrutura moral objetiva do mundo.
Os utilitaristas defenderam sua posição contra as acusações de serem excessivamente simplistas e fora de contato com a moralidade do senso comum ao apontar falhas nos argumentos de Ross. Muitos exemplos de Ross a favor do pluralismo deontológico parecem depender de uma caracterização bastante genérica dos casos. Mas o preenchimento dos detalhes particulares pode mostrar que o utilitarismo está mais em contato com o senso comum do que inicialmente sugerido.
Outra crítica diz respeito ao termo "dever prima facie" de Ross. Como Shelly Kagan salientou, este termo é desafortunado, pois implica uma mera aparência como, por exemplo, quando alguém está sob a ilusão de ter um certo dever. Mas o que Ross tenta transmitir é que todo dever prima facie tem um peso normativo real, mesmo que possa ser anulado por outras considerações. Isto seria melhor expresso pelo termo "dever pro tanto" (pro tanto duty).

## Influência
O pluralismo deontológico de Ross foi uma verdadeira inovação e proporcionou uma alternativa plausível à deontologia kantiana. O seu intuicionismo ético encontrou poucos seguidores entre seus contemporâneos, mas viu um renascimento no final do século XX e no início do século XXI. Os filósofos influenciados por The Right and the Good incluem Philip Stratton-Lake, Robert Audi, Michael Huemer, e C. D. Broad.